# 池田軌隆
池田 軌隆（いけだ のりたか、延宝8年8月5日（1680年8月28日）- 享保5年3月4日（1720年4月11日））は、岡山藩3代藩主池田綱政の九男。母は菊野（村田氏）。通称は主膳。子は池田政晴、池田輝言、池田軌明、一条兼香室智子。
延宝4年（1680年）、岡山で生まれる。多病を理由に嫡子とならなかったが、成人して先述した3男1女の子供も儲けている。綱政は病弱以外の理由で、軌隆を跡継ぎにすることを忌避していたと推測される。綱政は嫡子としていた政順（十五男）が宝永6年（1709年）に早世した後、継政（十七男）を後継にしようとしたが、すでに70歳を超えていた綱政が幼い継政を擁立したことに対しては、池田家一門の間で疑問の声が上がった。一族の旗本池田政森は軌隆を立てるか、支藩鴨方藩主である池田政倚を後見もしくは中継ぎの養嗣子とすることを提案している。政森は軌隆について、病身といわれるが子供も生まれており（少なくとも長男の政晴は出生ずみであった）、それほどの病状ではなく、年齢的にはむしろふさわしいので軌隆を跡継ぎにするのが筋目であるとしている。一方で軌隆の能力や人格には触れておらず、国許には優れた重臣たちがいるのだから多少のことは心配がない、と説いている。
綱政は正徳4年（1714年）に没したが、政森の進言は受け入れられず、綱政の意向のまま継政が跡を継いだ。軌隆はその6年後の享保5年（1720年）3月4日に没した。享年41。
長男の政晴は生坂藩主池田輝録の養子となり、その家督を継いだ。次男の輝言と三男の軌明は池田政倚の養子となるも、相次いで廃嫡となり家に戻った。軌明の子孫は岡山藩士となっている。娘の智子は綱政の養女となり、関白一条兼香に嫁いだ。